# Sèrie GeForce FX
La sèrie GeForce FX o "GeForce 5" (nom en codi NV30) és una línia d'unitats de processament gràfic del fabricant Nvidia.

## Visió general
La sèrie GeForce FX de Nvidia és la cinquena generació de la línia GeForce. Amb GeForce 3, l'empresa va introduir la funcionalitat d'ombrejat programable a la seva arquitectura 3D, en línia amb el llançament de DirectX 8.0 de Microsoft. La GeForce 4 Ti va ser una millora de la tecnologia GeForce 3. Amb la tecnologia de gràfics 3D en temps real avançant contínuament, el llançament de DirectX 9.0 va perfeccionar encara més la tecnologia de canalització programable amb l'arribada de Shader Model 2.0. La sèrie GeForce FX és el maquinari de primera generació de Nvidia compatible amb Direct3D 9.

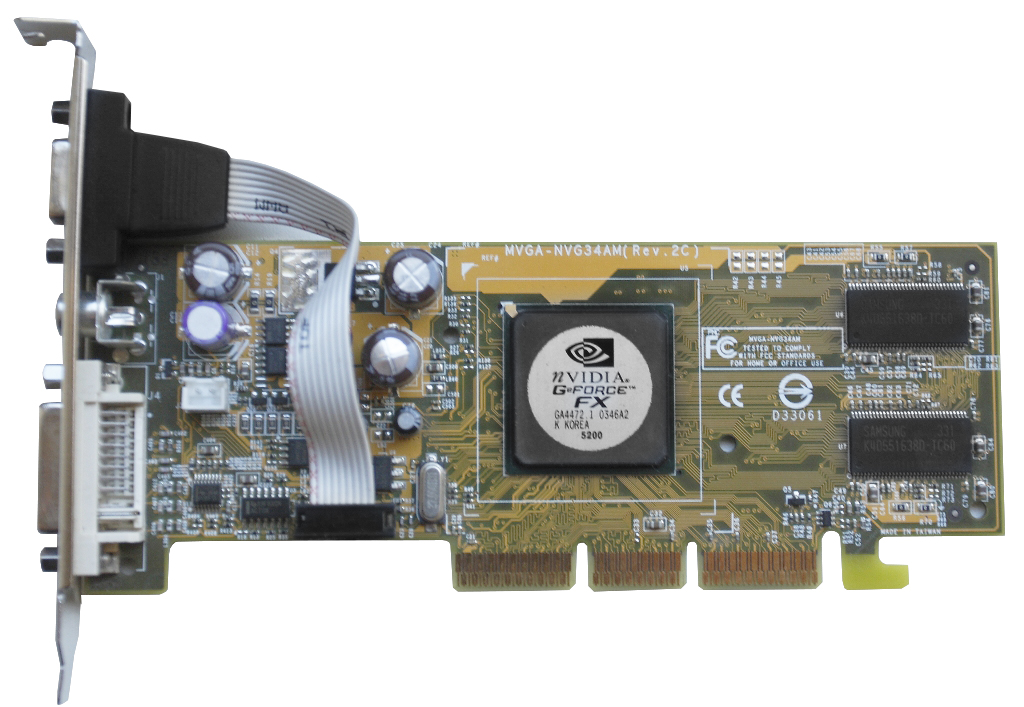
GeForce FX 5200

La sèrie es va fabricar amb el procés de fabricació de 130 nm de TSMC. Compleix amb Shader Model 2.0/2.0A, permetent més flexibilitat en programes complexos de shader/fragment i una precisió aritmètica molt més alta. Admet una sèrie de noves tecnologies de memòria, com ara DDR2, GDDR2 i GDDR3, i va veure la primera implementació de Nvidia d'un bus de dades de memòria de més de 128 bits. La implementació del filtratge anisòtrop té una qualitat potencialment més alta que els dissenys anteriors de Nvidia. Els mètodes d'antialiasing s'han millorat i hi ha modes addicionals disponibles en comparació amb GeForce 4. S'han millorat l'amplada de banda de la memòria i els mecanismes d'optimització de la velocitat d'ompliment. Alguns membres de la sèrie ofereixen una taxa d'ompliment doble en passis només de buffer z /plantilla.

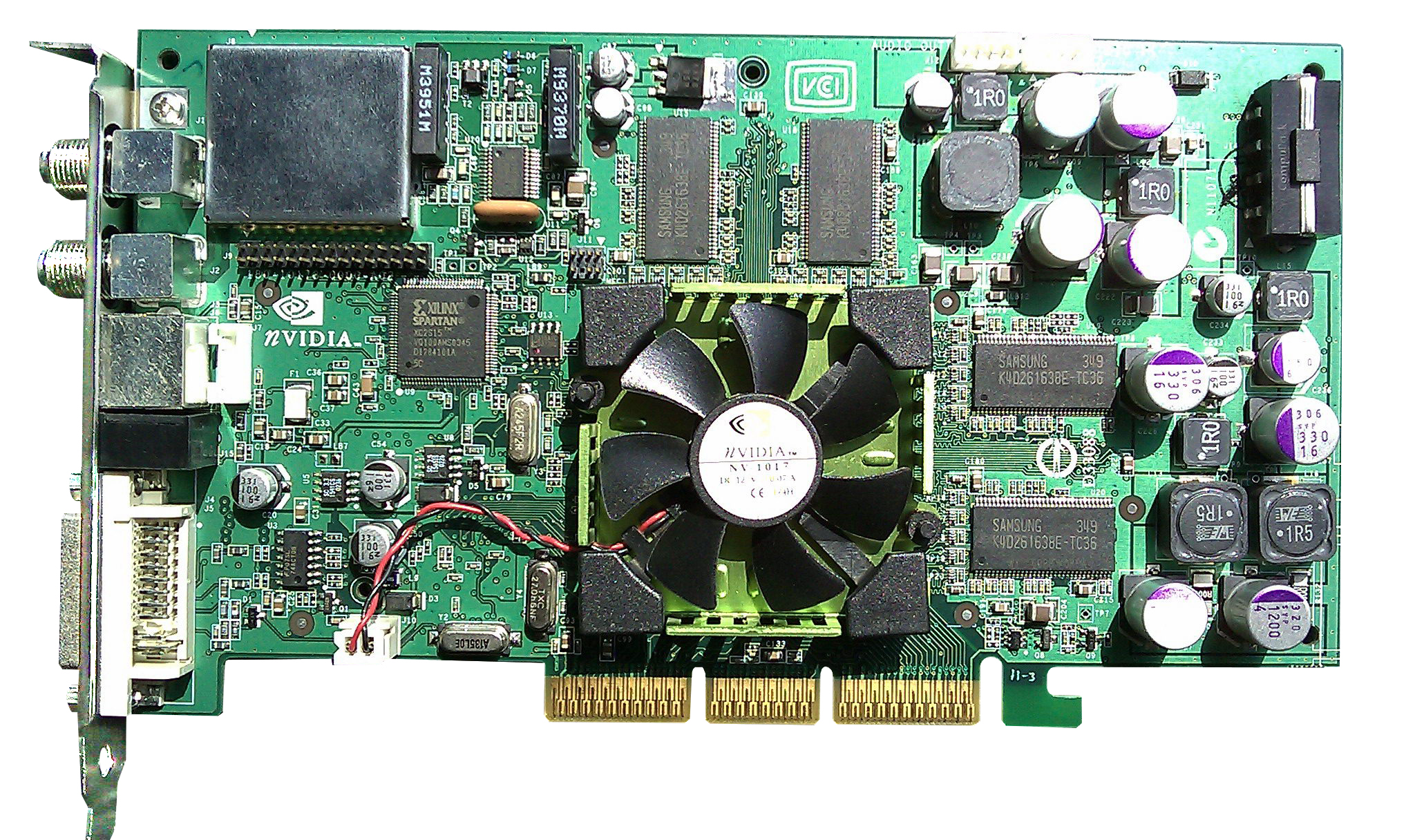
Personal Cinema FX 5700

La sèrie també va aportar millores al maquinari de processament de vídeo de la companyia, en forma de Video Processing Engine (VPE), que es va desplegar per primera vegada a la GeForce 4 MX. L'addició principal, en comparació amb les anteriors GPU de Nvidia, va ser el desentrellaçament de vídeo per píxel.

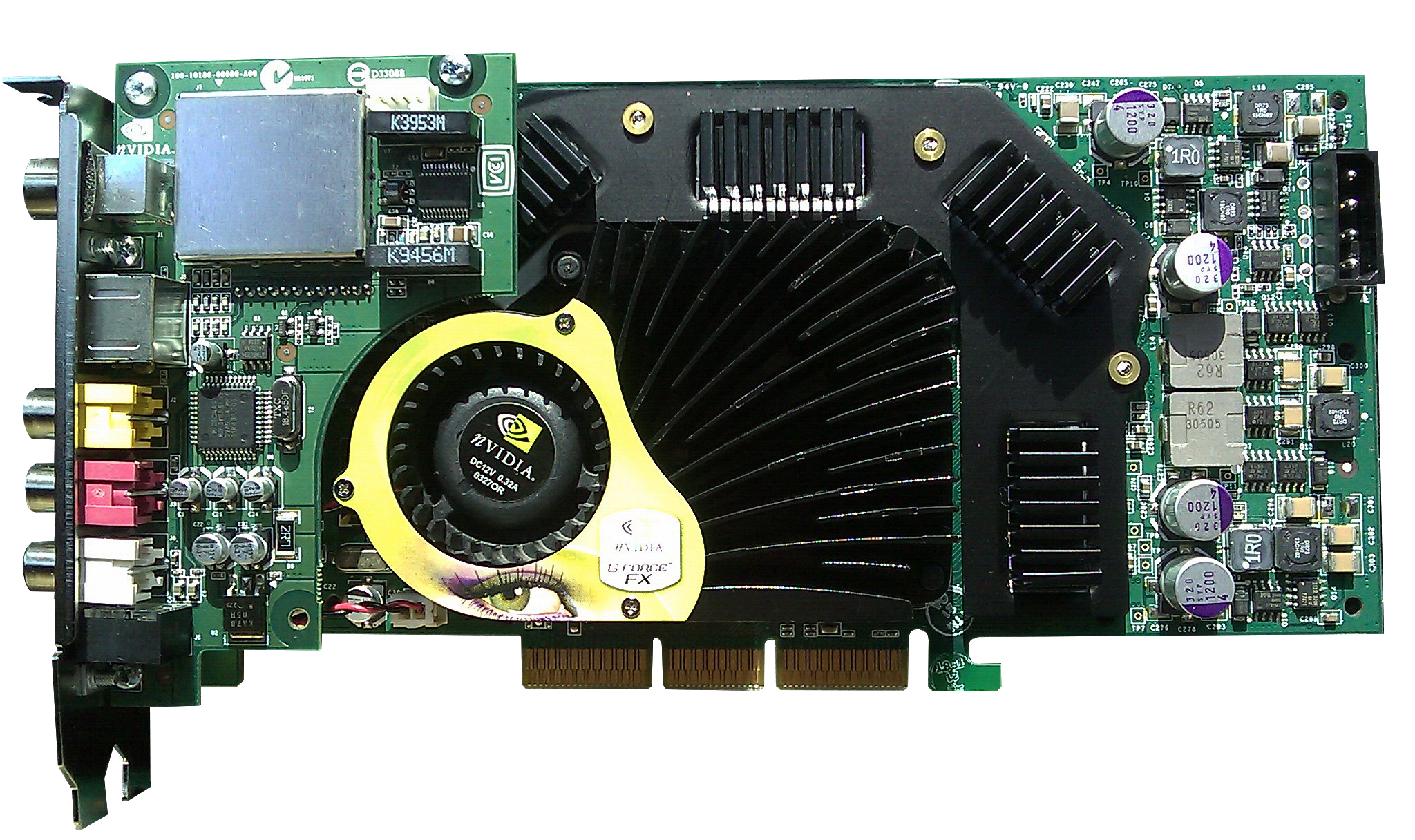
Personal Cinema FX 5900 Ultra

La versió inicial de la GeForce FX (la 5800) va ser una de les primeres targetes que va venir equipada amb un gran refrigerador de doble ranura. Anomenat "Flow FX", el refrigerador era molt gran en comparació amb el refrigerador petit i d'una sola ranura d'ATI a la sèrie 9700. En broma es coneixia com el "Dustbuster", a causa de l'alt nivell de soroll del ventilador.
La campanya publicitària de la GeForce FX va incloure Dawn, que va ser obra de diversos veterans de l'animació per ordinador Final Fantasy: The Spirits Within. Nvidia el va promocionar com "The Dawn of Cinematic Computing".

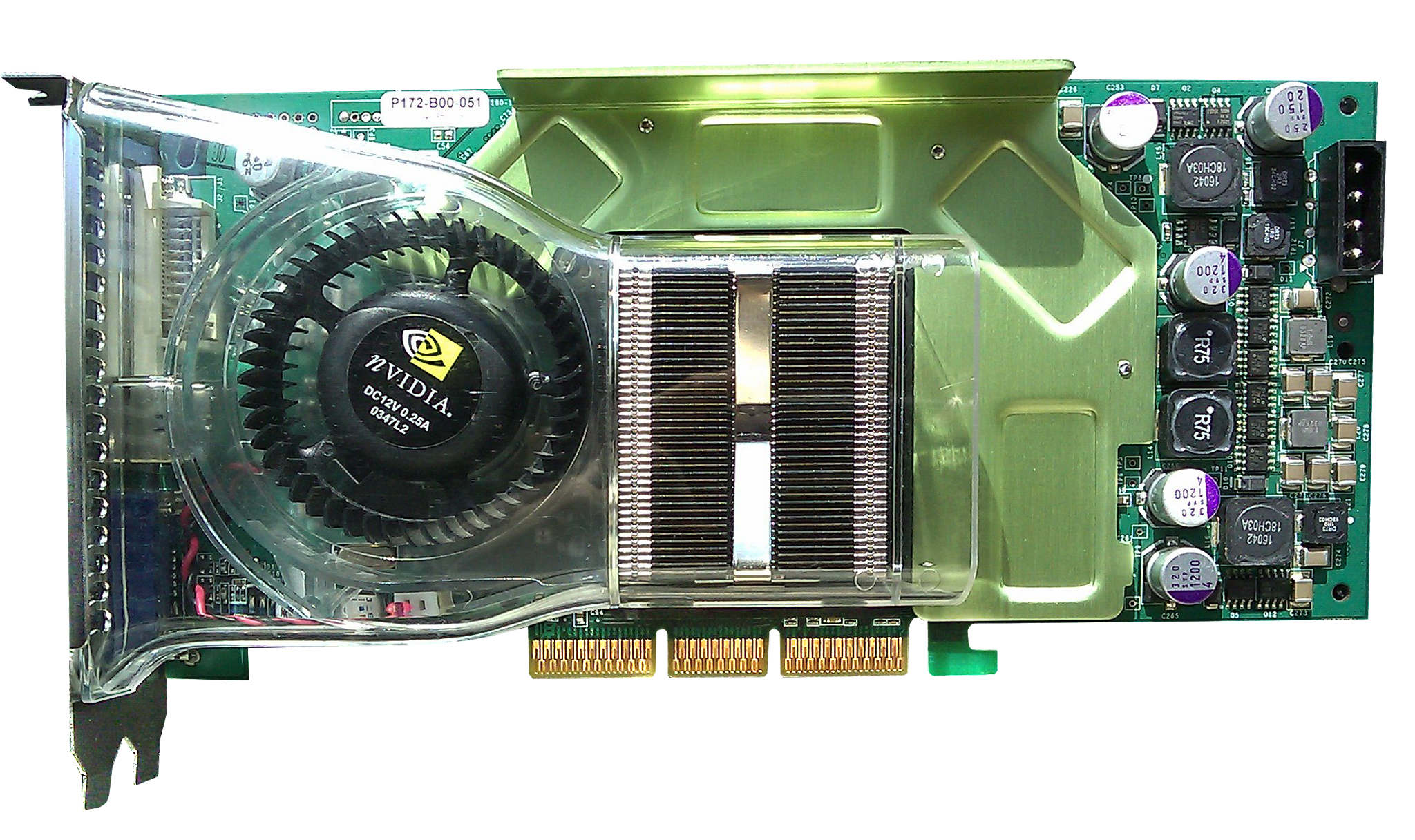
GeForce FX 5950 Ultra

Nvidia va estrenar una nova campanya per motivar els desenvolupadors a optimitzar els seus títols per al maquinari Nvidia a la Game Developers Conference (GDC) el 2002. A canvi de mostrar de manera destacada el logotip de Nvidia a l'exterior de l'embalatge del joc, la companyia va oferir accés gratuït a un laboratori de proves d'última generació a l'Europa de l'Est, que va provar amb 500 configuracions de PC diferents per a la compatibilitat. Els desenvolupadors també van tenir accés ampli als enginyers de Nvidia, que van ajudar a produir codi optimitzat per als productes de la companyia.
El maquinari basat en el projecte NV30 no es va llançar fins prop de finals de 2002, uns quants mesos després que ATI hagués llançat la seva arquitectura DirectX 9 competidora.

## El rendiment general
GeForce FX és una arquitectura dissenyada tenint en compte el programari DirectX 7, 8 i 9. El seu rendiment per a DirectX 7 i 8 va ser generalment igual al dels productes competidors d'ATI amb les versions principals dels xips, i una mica més ràpid en el cas dels models 5900 i 5950, però és molt menys competitiu en tota la gamma per al programari que utilitza principalment. Característiques de DirectX 9.
El seu dèbil rendiment en el processament de programes Shader Model 2 és causat per diversos factors. El disseny NV3x té menys paral·lelisme global i rendiment de càlcul que els seus competidors. És més difícil, en comparació amb la sèrie GeForce 6 i ATI Radeon R300, aconseguir una alta eficiència amb l'arquitectura a causa de les debilitats arquitectòniques i la gran dependència resultant del codi optimitzat de pixel shader. Tot i que l'arquitectura complia en general amb l'especificació de DirectX 9, es va optimitzar per al rendiment amb codi shader de 16 bits, que és inferior al mínim de 24 bits que requereix l'estàndard. Quan s'utilitza codi shader de 32 bits, el rendiment de l'arquitectura es veu greument perjudicat. L'ordenació adequada de les instruccions i la composició d'instruccions del codi shader són fonamentals per aprofitar al màxim els recursos computacionals disponibles.